# Port lotniczy Paysandu
Port lotniczy Paysandu (hiszp. Aeropuerto Paysandú Tydeo Larre Borges) – jeden z urugwajskich portów lotniczych. Mieści się w mieście Paysandú.